# Llista de mòduls elàstics
La següent llista de mòduls elàstics conté els valors de diversos mòduls elàstics de diversos materials.

## Mòdul d'elasticitat longitudinal
El mòdul d'elasticitat longitudinal o mòdul de Young relaciona la tensió segons una direcció amb les deformacions unitàries que es produeixen en la mateixa direcció.
| Material                 | E [ MPa ] | E [ kp/cm² ] |
| ------------------------ | --------- | ------------ |
| Goma (60° ShoreA)        | 27        | 270          |
| Cartílag (humà)          | 24        | 240          |
| Tendó (humà)             | 600       | 6.000        |
| Fil de pesca (estàndard) | 1.300     | 13.000       |
| Polietilè, niló          | 1.400     | 14.000       |
| Fusta (laminada)         | 7.000     | 70.000       |
| Fusta (segons la fibra)  | 14.000    | 140.000      |
| Os (fresc)               | 21.000    | 210.000      |
| Formigó                  | 27.000    | 270. 000     |
| Aliatges de Mg           | 42.000    | 420.000      |
| Granit                   | 50.000    | 500.000      |
| Vidrio                   | 70.000    | 700.000      |
| Aliatges de Al           | 70.000    | 700.000      |
| Llautó                   | 110.000   | 1.100.000    |
| Bronze                   | 120.000   | 1.200.000    |
| Coure                    | 110.000   | 1.100. 000   |
| Ferro colat              | < 175.000 | < 1.750.000  |
| Ferro forjat             | 190.000   | < 1.900.000  |
| Acer                     | 210.000   | 2.100.000    |
| Magnesi                  | 45.000    | 450.000      |
| Titani                   | 107.000   | 1.070.000    |
| Níquel                   | 22.000    | 220.000      |
| Monel                    | 179.000   | 1.790.000    |
| Plom                     | 18.000    | 180.000      |
| Safir                    | 420.000   | 4.200.000    |
| Diamant sintetitzat      | 491.000   | 4.910.000    |
| Grafè                    | 1.000.000 | 10.000.000   |

| Material            | G, MPa |
| ------------------- | ------ |
| Granit              | 20     |
| Alumini             | 26     |
| Llautó              | 39     |
| Fosa grisa (4,5% C) | 41     |
| Bronze              | 41     |
| Coure               | 42     |
| Ferro colat         | <65    |
| Ferro forjat        | 73     |
| Acer                | 81     |

| Material           | Coeficient de Poisson |
| ------------------ | --------------------- |
| Goma               | 0,50                  |
| Argila saturada    | 0,40-0,50             |
| Magnesi            | 0,35                  |
| Titani             | 0,34                  |
| Coure              | 0,33                  |
| Aliatges d'alumini | 0,33                  |
| Argila             | 0,30-0,45             |
| Acer inoxidable    | 0,30-0,31             |
| Acer               | 0,27-0,30             |
| Ferro colat        | 0,21-0,26             |
| Sorra              | 0,20-0,45             |
| Formigó            | 0,20                  |
| Vidre              | 0,18-0,3              |
| Cautxú             | 0,00                  |
| Materials auxètics | <0                    |

| Metalls                 | Metalls  | Metalls     |
| Material                | σR, MPa  | σR, kp/cm ² |
| ----------------------- | -------- | ----------- |
| Acer d'alta resistència | 1.550    | 15.500      |
| Acer dolç comercial     | 400-500  | 4000-5000   |
| Ferro colat             | 100-300  | 1000-3000   |
| Fosa grisa              | 140-300  | 1400-3000   |
| Alumini                 | 70       | 700         |
| Alumini aliat           | 140-600  | 1400-6000   |
| Coure                   | 140      | 1.400       |
| Bronze                  | 100-600  | 1000-6000   |
| Aliatges de Mg          | 200-300  | 2000-3000   |
| Aliatges de Tu          | 700-1400 | 700-14000   |

| No-metalls              | No-metalls | No-metalls  |
| Material                | σR, MPa    | σR, kp/cm ² |
| ----------------------- | ---------- | ----------- |
| Teixit muscular         | 0,1        | 1           |
| Paret d'estómac         | 0,4        | 4           |
| Paret arterial          | 1,7        | 20          |
| Cartílag                | 3,0        | 30          |
| Ciment                  | 4,1        | 40          |
| Pell (fresca)           | 10,3       | 105         |
| Cuir                    | 41,1       | 420         |
| Tendó                   | 82,0       | 825         |
| Fusta (segons la fibra) | 103        | 1.050       |
| Os                      | 1.100      | 1.200       |
| Vidre                   | 35-175     | 350-1200    |